# エスタディオ・ホセ・リコ・ペレス
エスタディオ・ホセ・リコ・ペレスは、スペイン・アリカンテにあるスタジアム。主にサッカーの試合が多い。1974年に完成し、1982 FIFAワールドカップの会場にもなった。現在は3万収容。市街地から2マイルにある。